# Milford (Surrey)
Milford is een plaats in het bestuurlijke gebied Waverley, in het Engelse graafschap Surrey. De plaats telt 3.934 inwoners.

## Voetnoten
1. 1 2  Census data